# Havnbjerg
Havnbjerg (tysk: Hagenberg) er en bydel i Nordborg, 4 km sydøst for centrum. Bydelen hører til Havnbjerg Sogn. Havnbjerg Kirke ligger sammen med Havnbjerg Mølle oppe på bakken syd for den oprindelige landsby. 1 km mod øst lå den mindre landsby Elsmark, hvor fabrikant Mads Clausen blev født og hans virksomhed Danfoss voksede til et enormt omfang. I takt hermed har Havnbjerg også fået en kraftig befolkningstilvækst.

## Faciliteter
Havnbjerg Skole er lukket og eleverne flyttet til Nordalsskolen inde i Nordborg, hvor også Nordals Idrætscenter ligger. Børnebyen Havnbjerg er en kommunal integreret institution, normeret til 58 børnehavebørn og 16 vuggestuebørn.

## Historie

### Navnet
Landsbyens navn var tidligere Hagenbjærg. "Hagen-" kom af mandsnavnet Hakon eller Haghni, og "–bjærg" refererer til møllebakken, som med sine 49 meter er det trediehøjeste punkt på Als, efter Egebjerg mellem Svenstrup og Stevning som er 63 meter og Høgebjerg ved Asserballe som er 81 meter.

### Stationsby
Amtsbanerne på Als eksisterede 1898-1933. Havnbjerg fik trinbræt med sidespor (tysk: Haltestelle) på amtsbanestrækningen Sønderborg-Nordborg. Trinbrættet lå sammen med mejeriet alene sydvest for kirken og møllebakken og næsten ½ km syd for landsbyen.
Mejeriet indgik i 1937 i en af de første danske mejerifusioner, hvor mejerierne i Stevning, Svenstrup og Havnbjerg blev nedlagt og erstattet af et nyt i Gildbro øst for Havnbjerg.

### Havnbjerg Stationskro
I 1900 blev der bygget en kro, der fungerede som stationsbygning. Det var almindeligt på de tyske kredsbaner, at de kun opførte egne stationsbygninger på endestationerne. På de større mellemstationer benyttede man typisk en eksisterende kro og fik kromanden til at være baneagent, som solgte billetter og ekspederede fragt. I Havnbjerg måtte baneselskabet dog selv opføre en stationskro og leje den ud til en forpagter.
Havnbjerg Stationskro findes stadig og har i 1984, 1987 og 1990 fået en stribe tilbygninger, så den kan modtage selskaber på 20-220 personer og udleje 12 dobbeltværelser.

### Genforeningssten
Hvor Vestervej går ud i Skovvej, står en sten der blev rejst i eftersommeren 1920 til minde om Genforeningen i 1920. Elsmark fik sin egen genforeningssten i 1930. Den står på den tidligere bystævneplads i trekanten, hvor Grønvej munder ud i Gammel Fabriksvej.

### Det nye Havnbjerg
Havnbjerg består af to klart afgrænsede dele. Nord for landevejen omkring Skovvej og Vestervej ligger den gamle landsby, hvor der stadig er gårde inde i byen og hvor husene med få undtagelser er fra før 2. verdenskrig.
Syd for landevejen ligger alle de nye kvarterer, som i hovedsagen blev bygget i perioden 1950-90 med nogle undtagelser, der er langt ældre: kirken og møllen samt præstegården og den gamle skole, der ligger neden for bakken.
Kvarteret omkring Havnbjerg Skole blev bygget i 1950'erne. I 1960'erne blev der i det store almennyttige boligbyggeri Danboparken opført 17 3-etages blokke med i alt 459 lejligheder.
Rundt om Danboparken blev der opført andelsboliger og såkaldte Danfoss-huse, der var parcelhuse, som Danfoss' medarbejdere kunne leje, og endelig et stort parcelhuskvarter, som officielt fik betegnelsen Havnbjerg Syd. I folkemunde blev området kaldt "valutapuklen", et udtryk fra årene efter 1945, der signalerede overforbrug, altså at her boede de lidt mere velstående.
Ved Danboparken blev der omkring 1970 opført et butikscenter med supermarked, forskellige specialbutikker, servicestation, to bodegaer, to banker og nogle liberale erhverv. I dag er bankerne, benzintanken og specialbutikkerne borte, til gengæld er der et par discountforretninger.
Som følge af vedvarende vanskeligheder med at udleje lejligheder i etagebyggeri er de 3-etages blokke i Danboparken delvist revet ned og fremstår i dag med en enkelt etage.